# 赤井町 (千葉市)
赤井町（あかいちょう）は、千葉県千葉市中央区にある町丁。郵便番号は260-0804。

## 地理
千葉市中央区の南東部に位置しており、中央区仁戸名町、花輪町、大森町、大巌寺町、生実町、緑区鎌取町、平山町と隣接する。宅地化されている赤井交差点付近および鎌取町に跨る部分を除き農村部となっている。

## 歴史

### 地名の由来
伝承では同地に赤い水が湧き出していたからと伝えられているがそれらしき泉が見つからないことから郷土史家の和田茂右衛門は万治2年（1659年）に赤井村を所領としていた赤井弥兵衛の名をとって名付けられたのではなかろうかと推測している。

### 沿革
蘇我町の頃は赤井であったが、のちに千葉市赤井町に改称している。
- 1937年（昭和12年）2月11日 - 蘇我町の合併に伴い千葉市の一部となる。
- 1992年（平成4年）4月1日 - 千葉市が政令指定都市へ移行し、中央区の一部となる。

## 世帯数と人口
2021年（令和3年）3月末現在の世帯数と人口は以下の通りである。
| 世帯数  | 人口    |
| ------- | ------- |
| 720世帯 | 1,785人 |

## 小・中学校の学区
市立小・中学校に通う場合、学区は以下の通りとなる。
|                      | 小学校               | 中学校             |
| -------------------- | -------------------- | ------------------ |
| 1～700、915、919番地 | 千葉市立大巌寺小学校 | 千葉市立蘇我中学校 |
| 上記を除く地域       | 千葉市立川戸小学校   | 千葉市立川戸中学校 |

## 交通
- 京成電鉄京成千原線（地区内を通るが駅は存在しない。）
- 千葉県道20号千葉大網線
- 千葉県道67号生実本納線
- 都市計画道路磯部茂呂町線

## 施設
- 赤井稲荷神社